# Joaquín Salvatella
Joaquín Salvatella Gisbert (Barcelona, 1881 - Madrid, 1932) fue un abogado y político español, ministro de Instrucción Pública y Bellas Artes durante el reinado de Alfonso XIII.
Trabajó como pasante de José María Vallés y Ribot y se afilió al Partido Republicano Federal. 
Elegido diputado por Figueras en representación del Partido Republicano Federal en las elecciones de 1905 y 1907. En 1910, presidió la minoría de la conjunción entre republicanos y socialistas y fue uno de los fundadores de la Unión Federal Nacionalista Republicana con la que concurrirá a las elecciones de 1910 y 1914 por la misma circunscripción territorial (provincia de Gerona); como tal firmó en 1914 el Pacto de Sant Gervasi, que supuso la derrota del partido y perder el acta de diputado. 
En 1916 se instala en Madrid y se une al Partido Liberal con el que nuevamente será diputado en las elecciones de 1916, por Granada, 1918 y 1919, por Guadalajara, y 1920 y 1923, por Alicante.
Fue ministro de Instrucción Pública y Bellas Artes entre el 5 de diciembre de 1918 y el 15 de abril de 1919 en el gobierno que presidió el Conde de Romanones. Entre el 7 de diciembre de 1922 y el 15 de septiembre de 1923 volvería a ocupara la citada cartera ministerial en esta ocasión bajo la presidencia de Manuel García Prieto. 
En 1923, al instaurarse la dictadura del general Primo de Rivera abandonó la política, aunque su acusación a Alfonso XIII de haber instigado el golpe de Estado le llevó a ser juzgado en 1930.